# Second Life Syndrome
Second Life Syndrome è il secondo album in studio del gruppo musicale polacco Riverside, pubblicato il 31 ottobre 2005 dalla Inside Out Music.

## Descrizione
Come spiegato dal gruppo, si tratta di un concept album che continua la storia narrata nel precedente album Out of Myself.
L'uscita del disco è stata anticipata a inizio ottobre 2005 dal singolo Conceiving You, contenente anche la sesta traccia I Turned You Down e la b-side strumentale The Piece Reflecting the Mental State of the Members of Our Band. Il 15 marzo 2019 l'album è stato ripubblicato anche nel formato doppio vinile.

## Tracce
Testi di Mariusz Duda, musiche dei Riverside.
1. After – 3:31
2. Volte-Face – 8:40
3. Conceiving You – 3:40
4. Second Life Syndrome – 15:40
5. Artificial Smile – 5:27
6. I Turned You Down – 4:34
7. Reality Dream III – 5:01
8. Dance with the Shadow – 11:38
9. Before – 5:23

## Formazione
Gruppo
- Mariusz Duda – voce, basso
- Piotr Grudzinski – chitarra
- Piotr Kozieradzki – batteria
- Michal Lapaj – tastiera

Produzione
- Riverside – produzione
- Robert Srzedniccy – produzione, registrazione, ingegneria del suono, missaggio
- Magda Srzedniccy – produzione, registrazione, ingegneria del suono, missaggio
- Krzysztof Wawrzak – registrazione e ingegneria del suono batteria
- Jacek Gawlowski – mastering

## Classifiche
| Classifica (2005) | Posizione massima |
| ----------------- | ----------------- |
| Polonia           | 22                |